# Комбефа
Комбефа́ (фр. Combefa, окс. Combafan) — коммуна во Франции, находится в регионе Юг — Пиренеи. Департамент — Тарн. Входит в состав кантона Кармо-2 Валле-дю-Серу. Округ коммуны — Альби.
Код INSEE коммуны — 81068.

## География

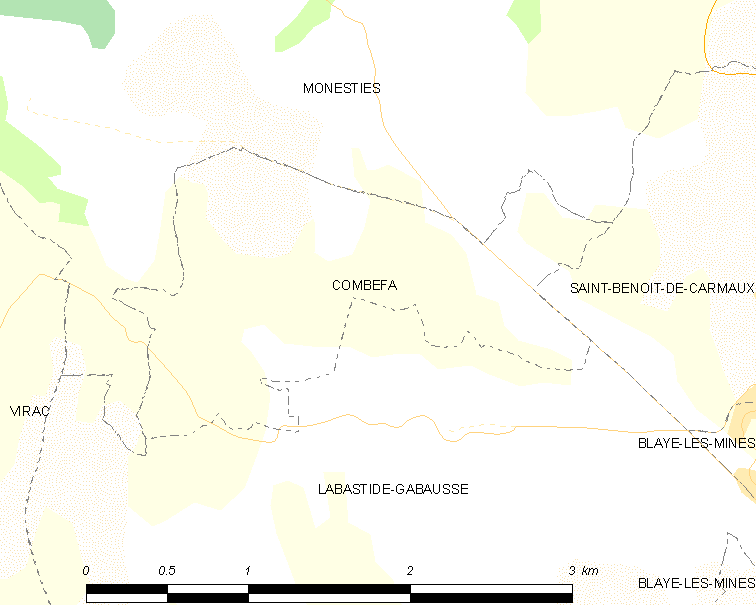
Карта коммуны

Коммуна расположена приблизительно в 540 км к югу от Парижа, в 75 км северо-восточнее Тулузы, в 15 км к северу от Альби.

## Климат
Климат умеренно-океанический. Зима мягкая и дождливая, лето жаркое с частыми грозами. Ветры довольно редки.

## Население
Население коммуны на 2010 год составляло 153 человека.
| 1962 | 1968 | 1975 | 1982 | 1990 | 1999 | 2010 |
| ---- | ---- | ---- | ---- | ---- | ---- | ---- |
| 109  | 114  | 132  | 151  | 116  | 125  | 153  |

## Экономика
В 2007 году среди 96 человек в трудоспособном возрасте (15—64 лет) 68 были экономически активными, 28 — неактивными (показатель активности — 70,8 %, в 1999 году было 67,1 %). Из 68 активных работали 62 человека (32 мужчины и 30 женщин), безработных было 6 (3 мужчин и 3 женщины). Среди 28 неактивных 6 человек были учениками или студентами, 13 — пенсионерами, 9 были неактивными по другим причинам.